# 棚橋諒
棚橋 諒（たなばし りょう、1907年3月2日 - 1974年5月5日）は、岐阜県出身の建築学者。

## 略歴
京都帝国大学卒業、神戸高工（現神戸大学）講師、昭和20年京都帝大教授。
1951年に京都大学工学部 石原藤次郎、理学部 小堀憲らとともに京都大学防災研究所を立ち上げ、初代所長を務めた。
日本建築学会第28代会長（1963年 - 1965年）を歴任。

## 設計に関わった主な建造物
- 京都タワー
- 京都大学人文科学研究所
- 明石市立天文科学館
- 真宗大谷派八尾別院大信寺（本堂等の再建）

## 主な著書
- 棚橋諒, 金多潔共著,山海堂, 1977.11 『鉄骨構造講義』
- 棚橋先生定年退官記念事業会, 1980.5 『棚橋諒博士記念論文集』